# マイク・シャーパーソン
マイケル・タイロン・シャーパーソン（Michael Tyrone Sharperson、1961年10月4日 - 1996年5月26日）はサウスカロライナ州オレンジバーグ出身のメジャーリーグの内野手。右投右打。
トロント・ブルージェイズ（1987）、ロサンゼルス・ドジャース（1987 – 1993）、アトランタ・ブレーブス（1995）でプレーした。
キャリア8シーズンで557試合出場、337安打、打率.280、10本塁打、123打点を記録した。

## キャリア
アマチュア時代
マイク・シャーパーソンは豚の屠殺場と便利屋を営む父マイク・シニアと母エセルの子供として生まれた。姉と兄がおり、三人兄弟の末っ子だった。
高校時代は野球チームでは遊撃手兼外野手として、フットボールチームではワイドレシーバーとしてプレーした。そして模範的な優等生でもあった。1978年には野球チームをサウスカロライナ州のトーナメントでベスト4に導いている。
シャーパーソンは高校卒業後、
1. 1979年のドラフトでピッツバーグ・パイレーツの41巡目
2. 短大時代の1980年の1月度2次ドラフトでモントリオール・エクスポズの2巡目
3. 短大時代の1981年の1月度ドラフトでデトロイト・タイガースの4巡目

と3度ドラフトで指名されたが、全て契約しなかった。1度目の契約拒否の後にジョージア州立ペリメタ短期大学に進学している。
1981年のドラフトの1巡目、全体11位でトロント・ブルージェイズによって指名された。この時シャーパーソンは短大卒業後進学予定だったサウスカロライナ州立大学から奨学金を約束されていたが、ブルージェイズと契約した。
プロ入り後
ダブルAに所属していた1984年には後にメジャーリーグで強打者として知られることとなるフレッド・マグリフやセシル・フィルダーを抑えてチーム内の最高打率を記録するなどドラフト時の評判通りの活躍をしていた。
また、トリプルAに所属していた1986年はシーズンでは4本塁打だった。しかし夏に行われたチームのホームラン競争では、後にメジャーで最多本塁打のタイトルを2度ずつ獲得するマグリフとフィルダーをまたも抑えて優勝している。
理由についてシャーパーソンは「今回は偶然5スイング中4本塁打だっただけで、普段は塁に出て得点することが自分の務めである」とコメントしている。
1987年に開幕戦の先発二塁手に抜擢される形でメジャーデビューしたものの打率が2割台前半に落ち込む深刻なスランプに陥って1ヶ月ほどでトリプルAに降格した。
シーズン中の9月22日にトレードでロサンゼルス・ドジャースに移籍した。この時のトレード相手は当時はマイナーリーガーだったが、後にブルージェイズでアメリカン・リーグの最高勝率や最優秀防御率のタイトルを獲得することとなるフアン・グーズマンだった。
ドジャース時代
ドジャースでのシャーパーソンは、様々なポジションを守ることができることから主に三塁手及び二塁手としてプレーしながら遊撃手、一塁手及び右翼手としてもプレーした。このプレースタイルから「スタントメン」の愛称で知られるユーティリティプレーヤー集団の一員として知られた。
加入後最初のフルシーズンとなった1988年にはワールドシリーズの優勝メンバーとなった。
1990年シーズンのシャーパーソンはヒット数（106）、出場試合数（129）、打率（.297）、盗塁（15）でキャリアハイを記録した。
1991年シーズンはこれまでと同様にユーティリティープレーヤーとして起用されたが、前年度の成績を軒並み下回った。
1992年シーズンは打率.300、21二塁打と48得点（すべてキャリアハイ）を記録してオールスターゲームにも選出された。
1993年シーズンは4年ぶりに出場試合数が100試合を下回り、代打を軸として出場したが打率が前年から5分近く下がるなど不振に見舞われた。
1994年のシーズン前にドジャースからリリースされた。
ドジャース解雇後
ドジャースからリリースされたシャーパーソンは、ボストン・レッドソックス、次いでシカゴ・カブスと契約した。しかし、いずれもトリプルA止まりでメジャーに昇格することはなかった。
1995年はアトランタ・ブレーブスで7試合に出場し、シーズン終了後にフリーエージェントとなった。
その後、サンディエゴ・パドレスとマイナーリーグ契約を結んだ。

## 死
1996年、シャーパーソンはパドレス傘下のトリプルA ラスベガス・スターズでプレーし、打率が3割を超えるなど好調なシーズンを送っていた。
しかし、5月26日にラスベガス・ストリップのすぐ南にあるI-15とI-215の交差点（フリーウェイのジャンクション）で単独事故を起こして死去した。享年34歳。
シャーパーソンはチームの主軸であるケン・カミニティの負傷離脱を受けてメジャー昇格を言い渡され、パドレスの遠征先であるモントリオールで合流する為にマッカラン国際空港へ向かっている最中だった。
尚、当初は5月21日にシャーパーソンを昇格させる予定だったが、パドレスのブルース・ボウチー監督がカミニティをILに入れることを躊躇したことで昇格の決定が遅れていた。
事故の詳細
午前2時45分頃にI-15を南下し、右折してI-215に合流するつもりだったが、通過しそうになった為に急ハンドルを切ったことで事故が発生したと考えられている。
目撃者は、「（シャーパーソンの運転する）車がI-215に右折しようとしたが、雨の中でコントロールを失い、土の中央分離帯に突っ込んで横転した」と述べた。
事故処理にあたったハイウェイ・パトロールは、「シャーパーソンは事故の際、シートベルトを着用していなかった為にサンルーフから車外に投げ出された」と述べた  。
死後
シャーパーソンの事故死を受けてドジャース時代の監督だったトミー・ラソーダは「彼はナイスガイで、お気に入りの選手だっただけにとても残念である」とコメントしている。
遺体は故郷のオレンジバーグにあるベルビル墓地に埋葬されている。

## 詳細情報

### 年度別打撃成績
| 年 度   | 球 団   | 試 合 | 打 席 | 打 数 | 得 点 | 安 打 | 二 塁 打 | 三 塁 打 | 本 塁 打 | 塁 打 | 打 点 | 盗 塁 | 盗 塁 死 | 犠 打 | 犠 飛 | 四 球 | 敬 遠 | 死 球 | 三 振 | 併 殺 打 | 打 率 | 出 塁 率 | 長 打 率 | O P S |
| ------- | ------- | ----- | ----- | ----- | ----- | ----- | -------- | -------- | -------- | ----- | ----- | ----- | -------- | ----- | ----- | ----- | ----- | ----- | ----- | -------- | ----- | -------- | -------- | ----- |
| 1987    | TOR     | 32    | 105   | 96    | 4     | 20    | 4        | 1        | 0        | 26    | 9     | 2     | 1        | 1     | 0     | 7     | 0     | 1     | 15    | 2        | .208  | .269     | .271     | .540  |
| 1987    | LAD     | 10    | 37    | 33    | 7     | 9     | 2        | 0        | 0        | 11    | 1     | 0     | 0        | 0     | 0     | 4     | 1     | 0     | 5     | 1        | .273  | .351     | .333     | .685  |
| '87計   | LAD     | 42    | 142   | 129   | 11    | 29    | 6        | 1        | 0        | 37    | 10    | 2     | 1        | 1     | 0     | 11    | 1     | 1     | 20    | 3        | .225  | .291     | .287     | .578  |
| 1988    | LAD     | 46    | 64    | 59    | 8     | 16    | 1        | 0        | 0        | 17    | 4     | 0     | 1        | 2     | 1     | 1     | 0     | 1     | 12    | 1        | .271  | .290     | .288     | .578  |
| 1989    | LAD     | 27    | 34    | 28    | 2     | 7     | 3        | 0        | 0        | 10    | 5     | 0     | 1        | 1     | 1     | 4     | 1     | 0     | 7     | 1        | .250  | .333     | .357     | .690  |
| 1990    | LAD     | 129   | 415   | 357   | 42    | 106   | 14       | 2        | 3        | 133   | 36    | 15    | 6        | 8     | 3     | 46    | 6     | 1     | 39    | 5        | .297  | .376     | .373     | .748  |
| 1991    | LAD     | 105   | 252   | 216   | 24    | 60    | 11       | 2        | 2        | 81    | 20    | 1     | 3        | 10    | 0     | 25    | 0     | 1     | 24    | 2        | .278  | .355     | .375     | .730  |
| 1992    | LAD     | 128   | 372   | 317   | 48    | 95    | 21       | 0        | 3        | 125   | 36    | 2     | 2        | 5     | 3     | 47    | 1     | 0     | 33    | 9        | .300  | .387     | .394     | .781  |
| 1993    | LAD     | 73    | 97    | 90    | 13    | 23    | 4        | 0        | 2        | 33    | 10    | 2     | 0        | 0     | 1     | 5     | 0     | 1     | 17    | 2        | .256  | .299     | .367     | .666  |
| 1995    | ATL     | 7     | 7     | 7     | 1     | 1     | 1        | 0        | 0        | 2     | 2     | 0     | 0        | 0     | 0     | 0     | 0     | 0     | 2     | 0        | .143  | .143     | .286     | .429  |
| MLB:8年 | MLB:8年 | 557   | 1383  | 1203  | 149   | 337   | 61       | 5        | 10       | 438   | 123   | 22    | 14       | 27    | 9     | 139   | 9     | 5     | 154   | 23       | .280  | .355     | .364     | .719  |